# Goričane
Goričane so naselje v Občini Medvode.